# Паланка (Прахова)
Паланка (рум. Palanca) — село у повіті Прахова в Румунії. Входить до складу комуни Рифов.
Село розташоване на відстані 42 км на північ від Бухареста, 19 км на південний схід від Плоєшті, 104 км на південний схід від Брашова.

## Населення
За даними перепису населення 2002 року у селі проживали 1175 осіб. Рідною мовою 1172 особи (99,7%) назвали румунську.
Національний склад населення села:
| Національність | Кількість осіб | Відсоток |
| -------------- | -------------- | -------- |
| румуни         | 1079           | 91,8%    |
| цигани         | 96             | 8,2%     |